# Jaime Oliver Asín
Jaime Oliver Asín (Saragossa, 25 de juliol de 1905 - Madrid, 6 de febrer de 1980) fou un arabista, historiador, cronista i literat espanyol, membre de la Reial Acadèmia de la Història.

## Biografia
El 1910, amb 4 anys, fou enviat a Madrid i es quedà a cura del seu oncle, Miguel Asín Palacios. El 1927 va entrar a treballar com a professor a l'Institut-Escola de Madrid. El 1930 fou catedràtic de llengua i literatura a l'Institut de Calatayud i el 1934 novament de l'Institut Escola (Institut Ramiro de Maeztu després de la guerra civil espanyola.
El 1958 fou nomenat director de l'Institut Miguel Asín (Escola d'Estudis Àrabs) del Centre Superior d'Investigacions Científiques. El 1963 fou escollit acadèmic numerari de la Reial Acadèmia de la Història, tot i que no va ocupar efectivament el seu càrrec fins a 1972. El 1966 fou nomenat cronista oficial de la vila de Madrid. Ha escrit nombrosos estudis de literatura espanyola, etimologies, toponímia, geografia històrica i sobre el Madrid medieval.

## Obres
- "La Celestina" en el teatro de Lope (1933)
- Un morisco de Túnez, admirador de Lope (1933)
- Introducción al estudio de la historia de la lengua española (1939)
- El Quijote de 1604 (1948)
- "La Salmedina" y "Vaciamadrid": estudios de toponimia madrileña (1950)
- El ambiente cultural y militar del Madrid musulmán (1951)
- El hispano-árabe "al-jarnat" (los molinos harineros) en la toponimia peninsular (1958)
- Historia del nombre "Madrid" (1952)
- Vida de don Felipe de África, príncipe de Fez y de Marruecos (1955)
- Orígenes de "Tudela" (1971)
- En torno a los orígenes de Castilla: su toponimia en relación con los árabes y los bereberes (1974)